# Ichneumon nigrotergus
Ichneumon nigrotergus là một loài tò vò trong họ Ichneumonidae.